# Cuza Vodă (okręg Gałacz)
Cuza Vodă – wieś w Rumunii, w okręgu Gałacz, w gminie Cuza Vodă. W 2011 roku liczyła 2580 mieszkańców.